# Palacio Manfrin Venier
El palacio Manfrin Venier es un edificio palaciego italiano, ubicado en el sestiere de Cannaregio, en Veneciacuya fachada da al canal de Cannaregio, a la izquierda del Palacio Savorgnan.

## Historia
Este palacio fue edificado, sobre los restos de la antigua Casa Priuli (Ca' Priuli en veneciano), del siglo XVI, durante la primera mitad del siglo XVIII por encargo de la familia Venier al arquitecto Andrea Tirali.
En 1788 fue adquirido por el comerciante de tabaco Girolamo Manfrin, que decoró los interiores según los nuevos gustos neoclásicos, encargando la tarea a los pintores Giuseppe Zais y Giovanni Battista Mengardi. A su muerte, el palacio pasó a manos de sus dos hijos, disgregándose la propiedad.

## Descripción
El palacio tiene una fachada alargada y tres alturas. Está realizada en piedra de Istria dentro de un programa de estilo ligeramente neoclásico,  que ya anticipa elementos racionalistas, especialmente perceptibles en el diseño de las dos filas de aberturas cuadradas de los dos pisos principales, el primero de ellos equipado con barandillas que permiten la iluminación del interior. Unas cornisas marcaplantas y otra superior con modillones que sustenta el tejado, recorren la fachada del edificio marcando su horizontalidad. 
Detrás del edificio se extiende un jardín, que agregado al jardín del contiguo Palacio Savorgnan, es actualmente un parque público.